# جوناس غونارسون
جوناس غونارسون (بالسويدية: Jonas Gunnarsson)‏ هو لاعب هوكي الجليد سويدي، ولد في 31 مارس 1992 في Eksjö ‏ في السويد.

## وصلات خارجية
- جوناس غونارسون على موقع دوري الهوكي الوطني (الإنجليزية)
- جوناس غونارسون على موقع EliteProspects.com (الإنجليزية)
- جوناس غونارسون على موقع Eurohockey.com (الإنجليزية)
- جوناس غونارسون على موقع HockeyDB.com (الإنجليزية)